# Sarah Ulmer
Sarah Ulmer (Auckland, 14 de març de 1976) és una ciclista neozelandesa, que ha combinat el ciclisme en pista amb la ruta. Del seu palmarès destaca la medalla d'or en Persecució als Jocs Olímpics d'Atenes de 2004. Aquell mateix any es proclamà Campiona del món en la mateixa especialitat.

## Palmarès en pista
- 1994
  -  Campiona del món júnior en Persecució
  -  Campiona del món júnior en Puntuació
- 2002
  - Medalla d'or als Jocs de la Commonwealth en Persecució
- 2004
  -  Medalla d'or als Jocs Olímpics del 2004 en Persecució
  -  Campiona del món de persecució

### Resultats a laCopa del Món
- 1995
  - 1a a Adelaida, Quito i Tòquio en Persecució
- 2000
  - 1a a Cali, en Persecució
- 2001
  - 1a a Ciutat de Mèxic, en Persecució
- 2002
  - 1a a Sydney, en Persecució
  - 1a a Sydney, en Scratch
- 2003
  - 1a a la Classificació general i a les proves de Sydney i Aguascalientes, en Persecució
- 2004
  - 1a a la Classificació general i a la prova de Sydney i Aguascalientes, en Persecució

## Palmarès en ruta
- 1998
  - Vencedora de 2 etapes al Tour de Toona
- 1999
  - Vencedora d'una etapa a la Women's Challenge
  - Vencedora de 2 etapes al Tour de Toona
- 2000
  - Vencedora de 4 etapes al Tour de Toona
- 2001
  - Vencedora d'una etapa del Tour de l'Aude
  - Vencedora d'una etapa al Tour de Snowy
- 2003
  - Vencedora de 3 etapes al Trofeu d'Or
- 2004
  - Vencedora d'una etapa al Geelong Tour
- 2005
  - Campiona oceànica en ruta
  - Campiona oceànica en contrarellotge
  -  Campiona de Nova Zelanda en ruta
  - Vencedora d'una etapa del Tour de la Drôme
- 2006
  - 1a a la Wellington Women's World Cup
  - 1a a la Volta a Nova Zelanda i vencedora de 2 etapes
  - 1a al Fitchburg Longsjo Classic
  - Vencedora d'una etapa al Nature Valley Grand Prix